# 弗拉基米尔·田德里亚科夫
弗拉基米尔·费奥多罗维奇·田德里亚科夫（俄语：Влади́мир Фёдорович Тендряко́в，1923年12月5日—1984年8月3日），又译坚德里亚科夫，苏联的作家、教师。作品涉猎苏联农业集体化、大清洗、反世界主义运动、战壕生活、知识分子生活等。1966年签署反对为斯大林平反的《25人公开信》。

## 作品
- 《伊凡·楚普罗夫的堕落》(1953年)
- 《不称心的女婿》(1954年)
- 《阴雨天》（1954年）
- 《路上的坑洼》（1956年）
- 《死结》（1956年）
- 《神灵显圣》（1958年）
- 《跟着飞跑的日子》（1959年）
- 《审判》(1961年)
- 《蜉蝣命短》（1965年）
- 《毕业典礼之夜》(1974年)
- 《月蚀》（1977年）
- 《惩罚》(1978年)
- 《六十支蜡烛》(1980年)